# Euphranta transiens
Euphranta transiens
 es una especie de insecto del género Euphranta de la familia Tephritidae del orden Diptera. 
Walker la describió científicamente por primera vez en el año 1860.